# ネファジット
ネファジット（英語: Nefasit、ティグリニャ語: ነፋሲት）は、エリトリア・セメナウィ・ケイバハリ地方中部の町。ギンダ地区に属し、マアカル地方との境界線近くにある。マッサワ-アスマラ鉄道のネファジット駅が利用できる。人口8,727人（2005年推計）。北緯15度20分00秒、東経39度03分43秒。標高1,668mの高地に存在する。かつては奴隷貿易の交易地だった。